# Medardo Gómez
Medardo Ernesto Gómez (Quelepa, El Salvador, 8 de junio de 1945- San Salvador, El Salvador, 27 de marzo de 2025) fue un obispo luterano salvadoreño

## Biografía
Formado como ministro en el Seminario Luterano Augsburgo de la Ciudad de México, regresó a El Salvador en 1972 como responsable pastoral de las comunidades luteranas de la ciudad de San Salvador. Participó en experiencias de diálogo ecuménico con el arzobispo católico y defensor de derechos humanos Óscar Romero entre 1977 y 1980. Después del asesinato de Romero, promovió que su memoria fuese cultivada por las comunidades luteranas a nivel internacional. En la década de 1980 sufrió amenazas por parte de los Escuadrones de la Muerte, comandos paramilitares de ultraderecha. En 1986, fue elegido y consagrado como primer obispo del Sínodo Luterano Salvadoreño.
Ha mantenido una labor social visible y promovido el diálogo ecuménico en el Consejo Nacional de Iglesias y el Foro de las Religiones por la Paz.  Durante la guerra civil de El Salvador integró  el Comité Permanente del Debate Nacional junto al sacerdote católico Ignacio Ellacuría y al pastor bautista Edgar Palacios, promoviendo la solución pacífica del conflicto armado interno. 
Bajo su conducción, la Iglesia Luterana Salvadoreña ha adoptado la concepción de la "teología de la vida" y se ha comprometido con la defensa de los derechos humanos y la preservación de la memoria histórica. 
Desde 2014 dirige la Iniciativa Pastoral para la Paz, promoviendo la reinserción de jóvenes en situación de exclusión social. 